# Артур де Грееф
Артур де Грееф е белгийски пианист и композитор.

## Биография
Де Грееф е роден в Льовен на 10 октомври 1862 година. На 11 години печели първия си приз в музикално състезание и впоследствие се записва в Брюкселската консерватория. Там основен негов учител е Луи Брасен, бивш ученик на Игнац Мошелес, но му преподават и Жозеф Дюпон, Франсоа-Огюст Геварт и Фернан Куферат.
След като се дипломира с отличие на 17-годишна възраст, де Грееф заминава за Ваймар, където през следващите две години продължава обучението си при Ференц Лист.
Когато обучението му при Лист завършва, де Грееф започва кариера на концертиращ пианист и пътува много. Личен приятел е на Едвард Григ, чийто „Концерт за пиано“ изпълнява публично през 1989 година. Григ го нарича „най-добрият изпълнител на музиката ми, когото някога съм срещал“. Де Грееф получава одобрението и на Камий Сен-Санс.
Де Грееф композира значително количество музикални творби, практически всички днес неизвестни за публиката. Сред творбите му присъстват два концерта за пиано, четири „Фламандски песни с акомпанимент“ и други. Той е отдаден учител и преподава пиано в Брюкселската консерватория в продължение на много години.
През 1919 година е награден с Ордена на Короната на Белгия.
Умира на 29 август 1940 година.
|  | Тази страница частично или изцяло представлява превод на страницата Arthur De Greef (composer) в Уикипедия на английски. Оригиналният текст, както и този превод, са защитени от Лиценза „Криейтив Комънс – Признание – Споделяне на споделеното“, а за съдържание, създадено преди юни 2009 година – от Лиценза за свободна документация на ГНУ. Прегледайте историята на редакциите на оригиналната страница, както и на преводната страница, за да видите списъка на съавторите. ВАЖНО: Този шаблон се отнася единствено до авторските права върху съдържанието на статията. Добавянето му не отменя изискването да се посочват конкретни източници на твърденията, които да бъдат благонадеждни. |